# Distretto di Hajdúböszörmény
Il distretto di Hajdúböszörmény (in ungherese Hajdúböszörményi járás) è un distretto dell'Ungheria, situato nella provincia di Hajdú-Bihar.